# Dmitri Petrowitsch Swjatopolk-Mirski

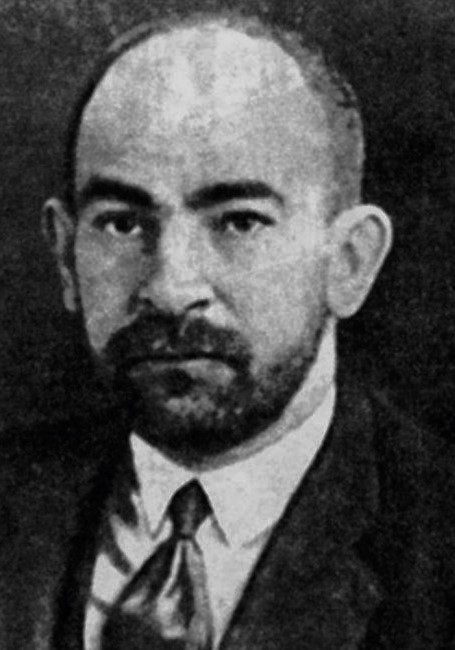
Dmitri Petrowitsch Swjatopolk-Mirski

Dmitri Petrowitsch Swjatopolk-Mirski (russisch Дмитрий Петрович Святополк-Мирский, oft auch in englischer Transkription D.S. Mirsky; * 27. Augustjul. / 8. September 1890greg. in Gijowka, Gouvernement Charkow; † 6. Juni 1939 in einem Straflager bei Magadan) war ein russischer Schriftsteller, Historiker und Literaturwissenschaftler.

## Leben und Wirken
Der Sohn des russischen Innenministers Pjotr Dmitrijewitsch Swjatopolk-Mirski begann früh symbolistische Gedichte zu schreiben. Nach Kriegsdienst in der zaristischen Armee und auf der „weißen“ Seite im Bürgerkrieg (im Stab General Denikins) emigrierte Swjatopolk-Mirski 1921 nach Großbritannien. Dort unterrichtete er russische Sprache und Literatur am King’s College der Universität London. Als Universitätslehrer publizierte er unter anderem Studien über Puschkin, Lenin. Berühmt wurde seine Geschichte der russischen Literatur (bis 1900), die im englischsprachigen Raum immer noch als Standardwerk gilt.
Swjatopolk-Mirskis politische Ansichten entwickelten sich mehr und mehr in die Richtung des Marxismus, 1931 trat er der Communist Party of Great Britain bei und bat Maxim Gorki um Vermittlung, in die Sowjetunion heimkehren zu dürfen. Die gewünschte Erlaubnis wurde ihm 1932 erteilt, und ungeachtet der Warnungen von Freunden entschied sich Swjatopolk-Mirski zur Übersiedlung (Virginia Woolf vermerkte anlässlich seiner Abreise, dass er „bald eine Kugel in den Kopf bekommen werde“). Zunächst blieb Swjatopolk-Mirski allerdings in Freiheit, spielte sogar eine gewisse Rolle im sowjetischen Schriftstellerverband und durfte publizieren, etwa (1935) eine Studie über die Intelligenzija in Großbritannien. 1937, im Rahmen des Großen Terrors wurde Swjatopolk-Mirski allerdings verhaftet. Er starb 1939 im Gulag.

## Werke (Auswahl)
- Dmitrij S. Mirskij: Geschichte der russischen Literatur. München, R. Piper 1964
- Dimitrij Swjatopolk Mirskij: Russland. Von der Vorgeschichte bis zur Oktoberrevolution, Kindlers Kulturgeschichte 1967, Essen, Magnus Verlag 1975